# Ремезовский, Иван Денисович
Иван Денисович Ремезовский (род. 8 февраля 2005, Москва) — российский хоккеист, нападающий. Мастер спорта России (2023).

## Биография
Занимался в московских хоккейных школах «Снежные барсы», ЦСКА, «Динамо». В 2021 году перешёл в систему петербургского СКА. В октября 2021 года стал играть за команду МХЛ «СКА-Варяги», с ноября — за команду МХЛ «СКА-1946», обладатель Кубка Харламова 2022. В начале января 2023 года провёл три матча за команду ВХЛ «СКА-Нева». 19 января 2024 года в домашнем матче против «Куньлуня» (3:1) дебютировал за СКА в КХЛ.